# Batalla de les Forques Caudines

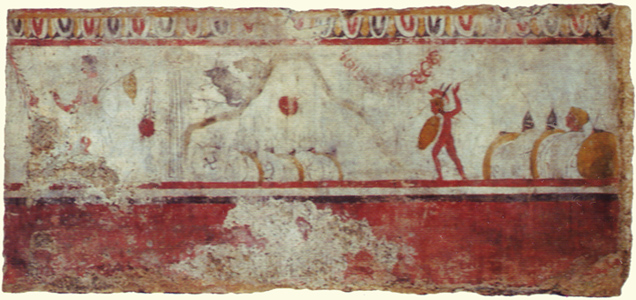

La batalla de les Forques Caudines va ser un enfrontament armat que va tenir lloc l'any 321 aC, entre els exèrcits romans i samnites, en el context de la Segona Guerra Samnita. La derrota de les legions romanes va quedar com una humiliació a la memòria de Roma.

## Antecedents
La Segona Guerra Samnita va esclatar l'any 326 aC perquè els samnites ajudaven els grecs de Palaèpolis i Neàpolis contra els romans, que havien entrat en guerra amb aquestes ciutats. La ciutat de Nola era aliada del Samni i va permetre l'establiment d'una guarnició samnita, però això no va impedir la conquesta romana de Palaèpolis, i Neàpolis es va haver de sotmetre al darrer moment. Els samnites van ser derrotats a Imbrino.
Roma es va aliar llavors amb els lucans i apulis, i encara que els primers van deixar l'aliança ben poc després convençuts pels tarentins, la dels apulis va ser una aliança duradora. Els estrategs romans proposaven dues tàctiques: una que consistia a fer la guerra a la frontera del Samni a la Campània i avançar progressivament, i una segona que volia fer la guerra a la Pulla en ajut dels aliats i contra les ciutats que encara eren fidels a l'aliança amb els samnites; els frentans suposadament s'havien separat ja dels samnites i eren neutrals. Després de les primeres victòries romanes a la vall del Volturnus dels cònsols Quint Fabi Màxim Rul·lià i Luci Papiri Cursor Mugil·là els samnites van demanar la pau i es va ajustar una treva d'un any (324 aC). Però el 323 aC la guerra es va reprendre. Aule Corneli Arvina va obtenir una victòria notable el 322 aC i els samnites van entregar el seu cabdill, Papi Brútul, (que es va suïcidar per no caure en mans dels romans i només van lliurar el cadàver) per demanar la pau, però els romans no els van atendre.
L'any 321 aC, els romans van elegir per cònsols Espuri Postumi Albí i Tit Veturi Calví, i els samnites van nomenat un nou cap, Gai Ponci, fill d'Herenni Ponci. Els romans van enviar ambaixadors per discutir els terme de la rendició dels samnites, però Gai Ponci va pronunciar un discurs davant del consell del poble per evitar la pau amb els romans.
Gai Ponci va assumir el comandament de l'exèrcit i en secret va acampar a Caudium. Va enviar deu soldats disfressats de pastors a Calàtia, on acampaven els romans. Tot pasturant, van informar als cònsols que els samnites eren a la Pulla i es dirigien a Lucera, i que la ciutat aviat cauria a les seves mans. Els romans van creure l'engany i van córrer a ajudar els seus aliats.

## Batalla
Segons Dionís d'Halicarnàs, els romans tenien 40.00 homes a les seves files, però aquesta quantitat ha estat posada en dubte. No se sap de quants homes constava l'exèrcit samnita.
En el congost entre les localitats d'Arpaia i Montesarchio, denominat Forques Caudines (Furculae Caudinae), per la proximitat a la ciutat de Caudium (a l'est de Càpua) i situada en territori samnita, la columna romana va avançar per un primer congost i per una planúria fins a arribar a un segon pas entre muntanyes. Allà van trobar una barricada feta amb roques i troncs que els tallava el pas, i van veure als samnites situats estratègicament. Els romans van voler retrocedir, però el primer congost estava ja ocupat pels samnites que el bloquejaven, i a més tenien guerrers situats dalt de les penyes. Els legionaris es van desconcertar i no sabien que fer, fins que van veure que els cònsols aixecaven les tendes. La legió va començar a construir un campament vora una font sense esperar ordres, i mentrestant els samnites es burlaven del seu treball inútil, ja que no tenien sortida. Els cònsols, espantats, no van convocar un consell de guerra, però els oficials van anar a les seves tendes igualment.
A la nit no van consultar els arúspexs ni els endevins per preguntar-los què havien de fer, sinó que es lamentaven i feien propostes inútils. Uns animaven als altres a trencar les barricades i fugir bosc amunt, recordant que durant trenta anys havien vençut sempre els samnites en tota mena de terrenys. Altres deien que no sabien ben bé on eren, ni podien escalar muntanyes plenes d'enemics. Pensaven que estaven atrapats i que els samnites no els donarien possibilitats de lluitar i serien executats.
Gai Ponci, el cap samnita, va fer preguntar al seu pare Herenni Ponci, ja vell i que no era present al combat, què havia de fer amb els romans. Herenni va respondre que els havia de deixar en llibertat. Els generals samnites es van empipar per la resposta i van tornar a enviar missatgers buscant-ne una altra. Herenni va contestar que els havien de matar a tots. Davant de la contradicció Gai Ponci va anar a parlar amb el seu pare, que va explicar que si els deixava lliures podia establir una aliança amb Roma i així s'acabarien les guerres, i si els matava, endarreriria per un temps les lluites, fins que recomponguessin l'exèrcit i llavors serien implacables. No es va aprovar cap dels dos plans.
Mentrestant els romans ja patien gana, i al no poder travessar les barricades van enviar ambaixadors als samnites per demanar un acord de pau o desafiar-los en una batalla. Gai Ponci va dir que ja estaven vençuts i que ara ell posava les condicions. Havien d'entregar les armes, lliurar els hostatges capturats, sortir del Samni i passar per sota del jou, dues llances samnites clavades a terra, que obligaven als romans a inclinar-se per a travessar-les. Aquest fet se'l va anomenar el pas sota el jou i va originar l'expressió passar pel jou o passar per les forques caudines, que significa haver d'acceptar irremeiablement una situació deshonrosa.
Arran d'aquesta derrota, el Senat romà va haver de ratificar el lliurament de poblacions frontereres com Fregellae als samnites, cosa que constituí un moment humiliant en la història de Roma. El sentiment va ser tan punyent que s'arribà a prohibir la celebració de festivals públics durant una temporada sencera.